# New Albany (Indiana)
New Albany is een plaats (city) in de Amerikaanse staat Indiana, en valt bestuurlijk gezien onder Floyd County.

## Demografie
Bij de volkstelling in 2000 werd het aantal inwoners vastgesteld op 37.603.
In 2006 is het aantal inwoners door het United States Census Bureau geschat op 36.963, een daling van 640 (-1.7%).

## Geografie
Volgens het United States Census Bureau beslaat de plaats een oppervlakte van
38,3 km², waarvan 37,9 km² land en 0,4 km² water. New Albany ligt op ongeveer 252 m boven zeeniveau.

## Plaatsen in de nabije omgeving
De onderstaande figuur toont nabijgelegen plaatsen in een straal van 12 km rond New Albany.